# BMW N73
BMW N73은 BMW에서 2003년부터 2016년까지 생산된 자연 흡기 V12 가솔린 엔진이자가솔린 직분사 방식을 사용한 세계 최초의 V12 엔진이다.
M73과 비교하여 N73에는 이중 오버헤드 캠축, 이중 가변 밸브 타이밍 및 가변 밸브 리프트가 있다.

## 디자인
가변 밸브 타이밍은 연속 가변 설계이며 흡기 및 배기 캠축 모두에 있다. VANOS 장치는 체인 드라이브의 통합 구성 요소로 설계되었으며 조정 범위는 흡기 캠축의 경우 63도, 배기 캠축의 경우 60도이며레드라인은 6,500rpm이다.
N73 엔진에는 가변 밸브 리프트도 있어 엔진 속도와 부하에 따라 흡기 밸브 개방 리프트를 0.30–9.85 mm (0.01–0.39 in)로 변경했다. 각 실린더 헤드에는 모터, 제어 모듈 및 위치 센서를 포함한 밸브트로닉 어셈블리가 있다.

## 버전
| 모델   | 연도      | 배기량                 | 일률 출력                    | 돌림힘 출력                      | 압축비 |
| ------ | --------- | ---------------------- | ---------------------------- | -------------------------------- | ------ |
| N73B60 | 2003-2008 | 5,972 cc (364.4 cu in) | 327 kW (439 hp) at 6,000 rpm | 600 N·m (443 lb·ft) at 3,950 rpm | 11.3:1 |
| N73B68 | 2003-2016 | 6,749 cc (411.8 cu in) | 338 kW (453 hp) at 5,350 rpm | 720 N·m (531 lb·ft) at 3,500 rpm | 11.0:1 |

### N73B60
구경은 89 mm (3.50 in)이고 스트로크는 80 mm (3.15 in)이다.
사용 차종
- 2003년~2008년 E65/E66 760i/760Li
- 2017년~현재 에이든 그린 블랙 컬린[6]

### N73B68
구경은 92 mm (3.62 in)이고 스트로크는 84.6 mm (3.33 in)이다.
사용 차종
- 2003년~2016년 롤스로이스 팬텀[7]

## 같이 보기
- BMW의 엔진 목록